# Edward Cocker
Edward Cocker   (Regne d'Anglaterra, c. 1631 - Londres, 22 d'agost de 1676) va ser un gravador anglès del segle xvii, que també donava classes d'escriptura i matemàtiques. Poca cosa es coneix de la seva vida. Vivia a Londres, on tenia escola pròpia d'escriptura i matemàtiques a prop de l'església de Saint Paul. Pepys el menciona diverses vegades en els seus diaris quan li estava fent uns gravats. També pot ser que visqués algun temps a Northampton.
Cocker és conegut sobretot pel seu llibre Arthmetick que va arribar a editar-se més de 112 vegades al llarg dels segles xvii i xviii. És un llibre de didàctica de les matemàtiques de nivell elemental, però estava tan ben escrit que per això va tenir un èxit indiscutible. Les regles estan exposades de forma clara, sense demostració, i cada regla està il·lustrada amb un exercici treballat amb força detall. El llibre el va editar per primera vegada John Hawkins el 1678, un any després de la mort de Cocker. En el segle xix, Augustus De Morgan va afirmar que el llibre no era de Cocker, sinó de Hawkins; però la historiografia més moderna ha demostrat que el llibre cal atribuir-lo a Cocker.
Durant la seva vida va escriure també altres llibres d'aritmètica elemental però que no van tenir el mateix èxit: Tutor to Arithmetick (1664), Compleat Arithmetician (1669), Decimal Arithmetick, Artificial Arithmetick (sobre logaritmes), Algebraic Arithmetick (sobre equacions). A més va publicar més d'una vintena de llibres de cal·ligrafia, entre els quals cal destacar The Pen's Triumph (1658).